# Holland (Michigan)
Holland – miasto w stanie Michigan w Stanach Zjednoczonych, leżące na granicy hrabstw Ottawa i Allegan. 
- Powierzchnia: 44,5 km²
- Ludność: 34 339 (2008)

## Historia
W latach 1949–1977 w mieście istniało niższe seminarium prowadzone przez augustianów – St. Augustine Seminary High School, którego wychowankiem był Robert Francis Prevost, późniejszy papież Leon XIV. Prevost ukończył szkołę w 1973 roku.